# Hiromitsu Isogai
Hiromitsu Isogai, född 19 april 1969 i Kumamoto prefektur, Japan, är en japansk tidigare fotbollsspelare.